# Kesztölc (Sárköz)
Kesztölc a Sárköz jelentős mezővárosa volt a középkorban.

## Neve
Neve a latin castellum szó szláv átvételéből ered és ennek többesszámú alakja, amely várhoz tartozókat, várnépet jelent.

## Története
Már első összefüggő nyelvemlékünk az I. András alapította tihanyi bencés monostor alapítólevele is említi 1055-ben, mégpedig kétszer is, amikor az apátság birtokhatárát Kesztölcre és Fehérvárra menő hadiútnál szabja meg. Néhány év múlva királyi vendéget fogadott a település. A Szekszárdra igyekvő Salamon Kesztölcnél vert tábort 1074 januárjában, majd innen ment a szekszárdi monostorba imádkozni. 1240-ben a titeli prépostság (társas káptalan) és a széki apátságközös birtoka, 1282-ben ugyanezeké a Nyulak-szigeteki apácákkal együtt, jelentőségét bizonyítja, hogy vámszedő helyként említik.
A régi Sárköz legnagyobb települése, mely vásáros hely volt és már 1468-ban mezővárosként szerepelt. 1451-ben plébánosát, Klement említi egy oklevél. Plébániai iskoláját egy tanítójának diákhalált okozó fegyelmezési esete kapcsán már 1486-ban említik. 1495-ben Bakócz Tamás, akkori egri püspök (1480 óta egyben titeli prépost is) számadáskönyve szerint három uradalomnak is birtokosa volt a környéken. Ezek egyikének Kesztölc volt a központja és Pilis, Hencse, Alsófalu, Ete, Nyírszó, Kürtös, Nána és Aszivágy helységek tartoztak hozzá.Úgy tűnik, története során mindvégig egyházi birtok volt. 1526. augusztus 18-án Kesztölcön táborozott II. Lajos király serege útban Mohács felé. A vesztes csata után szeptember első napjaiban már a török hadak vertek itt tábort és kivégezték a fogságba esett férfiakat, a nőket pedig szabadon engedték. Ekkor léptek a török seregek először Tolna vármegye területére.
A kettős királyság alatt, 1529-ben a törökök újbóli közeledtének hírére Mihály kalocsai prépost azt írta  Habsburg Ferdinánd királynak, hogy menekülnek „főképpen a dunamelléki nemesek, Báta mezővárosából, Kesztölcről, Székről, Etéről, Ebesről, Szekszárdról, Tolnáról, Pakosról és mások számtalanul” elkeseredésükben és félelmükben odáig jutva, hogy Eszékre mentek és a töröknek ajánlották fel magukat. A tehetősebbek közül sokan végleg elköltöztek ekkor a töröktől védettebb területekre. Nem sokkal később, augusztus 20-án a Szapolyai János királyt megsegíteni szándékozó török sereg ismét Kesztölcnél táborozott. Innét küldte a szultán 500 szpáhiját Perényi Péter koronaőrért, aki Kajdacs mellett fogott el mesztegnyői Szerecsen János a Szent Koronával együtt. 1535-ben a bátai apátság birtokösszeírása kapcsán szabad városként említik: „Lak falu Kesztőlczön alul, mely szabad város, az Kesztőlcz.” A szabad város a mezővárost jelentette.
A hódoltság kezdetén is lakott település, sőt ábrázolását is megtaláljuk az 1543-as hadjárat eseményeit rögzítő török krónika, a Matrakcsi Naszuh által készített „Szülejmánnáme” egyik miniatúráján. Kesztölcöt középen kaputoronnyal, kétoldalt saroktornyokkal megépített nagy belsőtornyos várként ábrázolja. 1558-ban a budai káptalan volt a birtokosa. Búzatizedet 1 forint 32 dénárjával fizettek 6 forint 60 dénárt. Feljegyeztek négy adófizetőt: Ferenczy Imre bíró. Búzatizede 1 kereszt, 2 marok. Tartozik 1 forint 32 dénárral. Damján Jakab búzatizede 4 kereszt. Vida Lőrinc búzatizede 4 kereszt. Nagy Lőrinc búzatizede 1 kereszt. Az 1564-es tizedösszeírásban szerepel még: Sebestyén István, Prágay Péter, Petrovith Mihály, Gyulay Ferenc, Somogyi Simon, Mayos Imre. 1559-ben 12 személy, 1 bíró és 7 zsellér után adózott, lakosainak száma tehát a családtagokkal együtt  ekkor 60-100 fő körül lehetett. A törökök 20 kaput írtak be. Tíz lakos termelt bort, 120 etei, 29 pilisi, 15 decsi, 6 asszonyfalvi és 4 pesti lakos. Harminc etei gazda termelt búzát a kesztölci határban. 1564-ben a szigetvári várhoz tartozott és 2 portát írtak össze. 1565-ben 19 személy után adózott a török defter szerint, fejenként majdnem 3 és fél forint, 173 akcse esett egy-egy kesztölci búzatized fizetőre, a település 19 és Ete 31 lakosa fizetett 433 kile búza után 8660 akcsét. 4 és ? kereszt árpa után 48 akcsét. Musttized 10 kesztölci, 120 etei, 29 pilisi, 15 decsi, 6 asszonyfalvi, 4 pesti lakos 12019 pint mustja után fizettek 59964 akcsét. Bádtava volt 1400, faadó 570, 20 kapu után iszpendzse 1000, méhkasadó 48, kertadó 45, sertésadó 210, mészárszékadó 40,kaszaadó 37 akcse, mely összesen 72000 akcsét tett ki. Az 1572-es defterből már hiányzik. 1590-91-ben azonban a törökök összeírtak itt még három adózó családfőt. Lakói az eteiekkel együtt, talán a környéken kóborló rác martalócok zaklatásai elől költöztek a közeli nagyobb településekre: Decsre, Pilisre és Nyékre stb. Az elnéptelenedett település neve hegy-, völgy-, dűlő-, szántó-, forrás-nevekben él tovább, eredete azonban fokozatosan feledésbe merül, hisz régészeink még a település területét sem lokalizálták. A 16. század második felében néptelenedett el a település.